# Иодид диспрозия(II)
Иодид диспрозия(II) — неорганическое соединение, 
соль диспрозия и иодистоводородной кислоты с формулой DyI2,
чёрно-фиолетовые кристаллы,
быстро гидролизуется в воде.

## Получение
- Восстановление иодида диспрозия(III) металлическим диспрозием в вакууме или инертной атмосфере:

{\displaystyle {\mathsf {2DyI_{3}+Dy\ {\xrightarrow {800-900^{o}C}}\ 3DyI_{2}}}}
- Реакция диспрозия и дииодида ртути:

{\displaystyle {\mathsf {Dy+HgI_{2}\ {\xrightarrow {700-800^{o}C}}\ DyI_{2}+Hg}}}

## Физические свойства
Иодид диспрозия(II) образует чёрно-фиолетовые (по другим данным — пурпурные), сильно гигроскопичные кристаллы, которые можно хранить только в тщательно высушенной атмосфере или вакууме.

## Химические свойства
- Реагирует с водой и влагой из воздуха:

{\displaystyle {\mathsf {DyI_{2}+H_{2}O\ {\xrightarrow {}}\ DyOI+HI+H_{2}\uparrow }}}